# Centaurea stevenii
Centaurea stevenii — вид квіткових рослин родини айстрових (Asteraceae). Ареал: Туреччина, Вірменія, Грузія, Азербайджан.

## Середовище
Населяє скелясті схили.

## Морфологічна характеристика
Це багаторічник 15–30 см заввишки, рідко павутинчастий. Листки черешкові, ліроподібні, бічні сегменти лінійні, тупі, кінцеві яйцеподібно-ромбічні. Квіткові голови 1–2. Обгортка рідко павутинчаста. Квіточки жовті. Період цвітіння: літо.